# Volxemia
Volxemia é um gênero de coleóptero da tribo Eburiini (Cerambycinae). Compreende apenas duas espécies, com distribuição restrita ao Brasil.

## Sistemática
- Ordem Coleoptera
  - Subordem Polyphaga
    - Infraordem Cucujiformia
      - Superfamília Chrysomeloidea
        - Família Cerambycidae
          - Subfamília Cerambycinae
            - Tribo Eburiini
              - Gênero Volxemia (Lameere, 1884)
                - Volxemia dianella (Lameere, 1884)
                - Volxemia seabrai (Zajciw, 1968)